# Hohberg (Schirgiswalde)
Der Hohberg (426,3 m) ist ein Berg im Landkreis Bautzen in Sachsen. Er liegt südwestlich von Schirgiswalde im Lausitzer Bergland und ist nicht zu verwechseln mit dem knapp vier Kilometer südöstlich gelegenen Hohberg (368 m) bei Sohland an der Spree.

## Geographie
Der Berggipfel erhebt sich linksseitig des Spreetales, südwestlich befindet sich die Funkenburg (376 m). Er wird im Süden vom Waldwasser, im Südosten vom Kaltbach und im Norden vom Pilkebach umflossen. An seinem Fuße erstrecken sich im Norden Schirgiswalde, im Nordosten Seifen, im Osten Kieferberg, im Südosten Petersbach und Neuscheidebach, im Süden Wehrsdorf, im Südwesten Steinigtwolmsdorf, im Westen Weifa und im Nordwesten Neuschirgiswalde.

## Beschreibung
Der wenig frequentierte Berg ist ein vorgeschobener Eckpfeiler des Massivs zwischen Weifa und Steinigtwolmsdorf, er besteht größtenteils aus Zweiglimmergranit. Nach Norden hängt er mit seinem Ausläufer, dem Lärchenberg (356 m), zusammen.
Der zum Schirgiswalder Oberhof gehörige Berg ist hauptsächlich mit Fichten sowie vereinzelten Rotbuchen bestanden. Im Forstgebrauch wird er als Oberwald bezeichnet.